# Rigobert (géant processionnel)
Pour les autres significations, voir Rigobert.

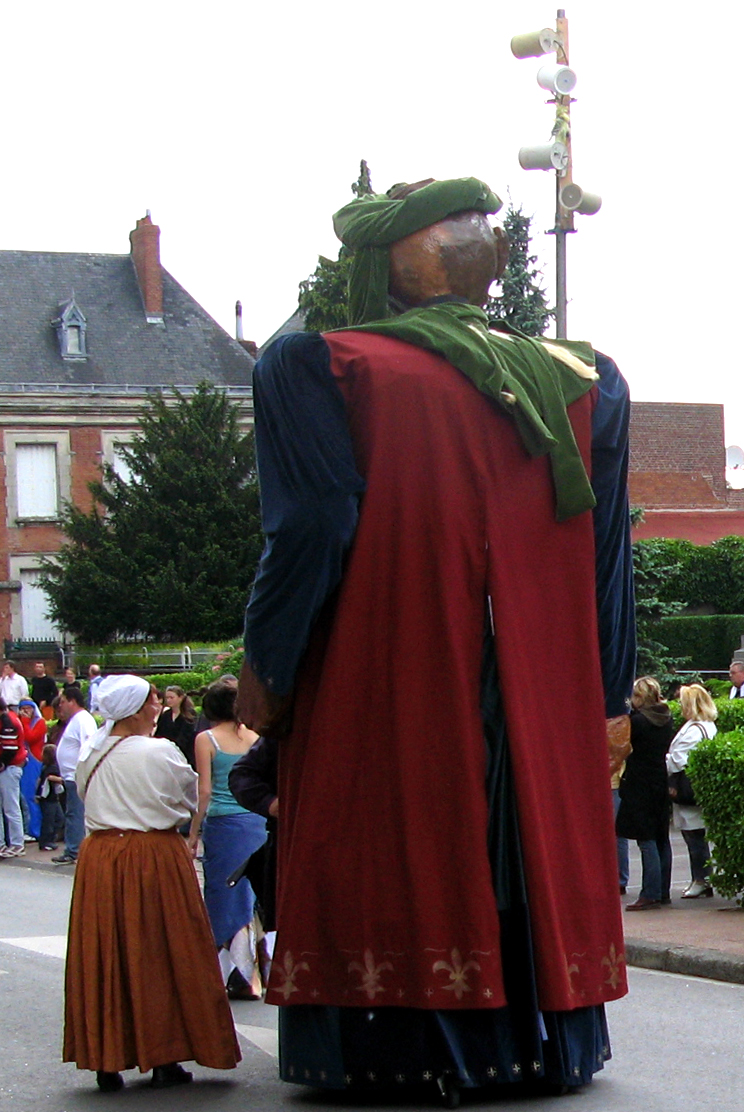
Rigobert dispose de deux costumes différents.

Rigobert est un géant de processions et de cortèges inauguré en 2006 et symbolisant la localité de Crisolles, en France.
Le géant, représentant un "homme de couleur[réf. nécessaire]", a une hauteur de 3,70 m et un poids de 85 kg, il nécessite un porteur. Le diamètre du panier est de 1,20 m à la base. 
Il peut être présenté, lors de ses prestations, avec deux costumes différents (en jardinier ou en tenue médiévale).
Rigobert est aussi le géant de la commune de Roncq.

## Pour approfondir